# Tia
Tia（1995年10月18日—），日本女歌手、声优。出生于日本埼玉县。非常具有个人特色的新人歌手，曾为《野良神》、《T宝的悲惨日常》等动画作品演唱片尾曲。作为歌手活动时常与supercell（ryo）合作。

## 经历
从小就开始接触音乐，小时候学习了小提琴，初中便开始学习萨克斯，高中开始学习吉他。
2010年
- 初中时代经朋友介绍了在NICONICO动画上流行Vocaloid，借此Tia便在NICONICO动画生放上作为試唱者活跃。

2011年
- 被音乐团体supercell制作人ryo偶然发现，并受邀参加supercell于2011年举办的甄选会，之后遗憾落选。

2012年
- 被起用为PSVita&PS3游戏《初音未来 -歌姬计划- f》的主题曲《ODD&ENDS》中初音未来的呼吸音。

2014年
- 2014年3月，18岁的Tia高中毕业[2][3]，继续开展作为歌手以及声优的活动。

2015年
- 2015年6月28日在涩谷 TSUTAYA O-WESTこゑだ（koeda）1st Mini Album「Nice to meet you」release party！开场献唱（这是Tia首次在live上献唱）[4]。

2017年
- 2017年5月14日Tia在NICONICO生放送社区发布公告将关闭并停止生放送[5]。
- 2017年5月27日进行了长达3个半小时的NICO生放送（原本只计划放送2小时），最终观看人数突破2000人，弹幕总数突破10000条。
- 在5月31日进行最后一次生放送后解散了社区，自此从活动了7年的NICONICO动画退出。

## 事业简介
- 2012年10月为动画《T宝的悲惨日常》演唱片尾主题曲《ラブミーギミー》，由ryo（supercell）担当作词作曲并以此单曲正式出道，其中配曲《Palette》为Tia首次亲自作词作曲。同时她也作为配音演员参与这部作品[6]。
- 2014年1月参与动画《野良神》的片尾曲《ハートリアライズ》演唱，作词作曲同样是ryo（supercell）。此单曲在日本Oricon公信榜获得第17位。同时也为动画《T宝的悲惨日常 觉醒篇》继续担任小优角色配音。
- 2014年4月参与动画《地球队长》后期片尾曲《The Glory Days》演唱。
- 2015年7月为动画《T宝的悲惨日常 梦幻篇》担任小优角色配音，10月参与动画《野良神ARAGOTO》片尾曲《ニルバナ》演唱。
- 2017年7月参与动画《狂赌之渊》片头主题曲《Deal with the devil》演唱[7]，Tia亦首次展示了自己的上半臉。

## 人物关系
Tia与chelly（EGOIST）和koeda（こゑだ）是好朋友，跟她们一样，Tia也很喜欢画画，而且非常地喜欢猫。

## 音乐作品

### 单曲
最高排名以Oricon公信榜為評判標準。
| 序列 | 發售日         | 單曲名稱            | 規格編號     | 規格編號   | 最高位 |
| 序列 | 發售日         | 單曲名稱            | 初回限定盤   | 通常盤     | 最高位 |
| ---- | -------------- | ------------------- | ------------ | ---------- | ------ |
| 1st  | 2012年12月19日 | ラブミーギミー      | SVWC-7917/8  | SVWC-7919  | 21位   |
| 2nd  | 2014年3月12日  | ハートリアライズ    | AVCA-74234/B | AVCA-74235 | 17位   |
| 3rd  | 2014年10月15日 | The Glory Days      | EYCA-10046/B | EYCA-10047 | 34位   |
| 4th  | 2015年11月25日 | ニルバナ            | EYCA-10628/B | EYCA-10629 | 46位   |
| 5th  | 2017年8月23日  | Deal with the devil | EYCA-11489/B | EYCA-11490 | 35位   |

### 商業合作曲
| 樂曲                | 商業合作                                 | 日期   |
| ------------------- | ---------------------------------------- | ------ |
|                     | 電視動畫《T宝的悲惨日常》片尾曲          | 2012年 |
|                     | 電視動畫《野良神》片尾曲                 | 2014年 |
|                     | 電視動畫《T宝的悲惨日常 觉醒篇》形象歌曲 | 2014年 |
| The Glory Days      | 電視動畫《地球队长》片尾曲               | 2014年 |
|                     | 電視動畫《野良神 ARAGOTO》片尾曲         | 2015年 |
| Deal with the devil | 电视动画《狂赌之渊》片头曲               | 2017年 |
| Magical Flavor      | 街機遊戲《maimai MiLK》主題曲            | 2017年 |

## 演出作品

### 电视动画
2012年
- T宝的悲惨日常（小优[10]）

2014年
- T宝的悲惨日常 觉醒篇（小优[12]）

2015年
- T宝的悲惨日常 夢幻篇（小优[13]）